# اشپانداو: خاطرات محرمانه

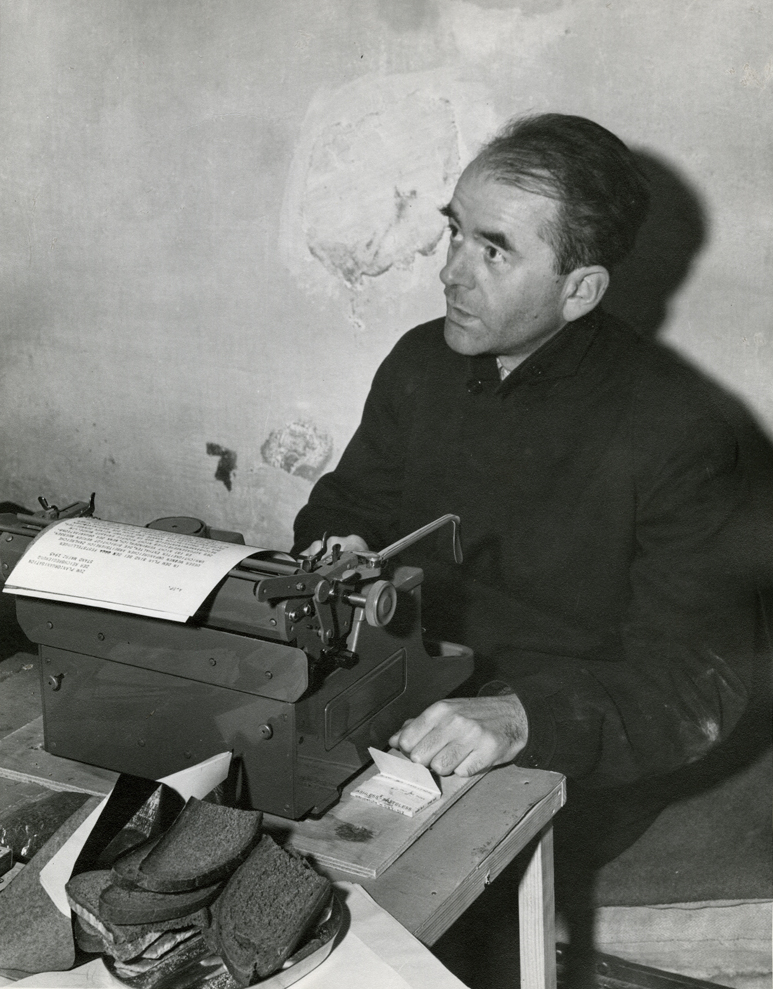
آلبرت اسپیر در سلول زندان نورنبرگ آلمان 1945

اشپانداو: خاطرات محرمانه کتابی پرفروش از آلبرت اشپر در سال ۱۹۷۶ بود. این کتاب بیشتر مربوط به دوره حبس اشپر در زندان اشپانداو است ولی مطالبی نیز در خصوص نقش او در رایش سوم و ارتباطش با آدولف هیتلر دارد.

## کتابشناسی
- Speer, Albert (1976), Spandau: The Secret Diaries [Translated by Richard and Clara Winston], New York and Toronto: Macmillan, ISBN 978-0-02-612810-0

(Original German edition: Speer, Albert (1975), Spandauer Tagebücher [Spandau Diaries], Berlin and Frankfurt am Main: Propyläen/Ullstein, OCLC 185306869)